# Branceilles
Branceilles – miejscowość i gmina we Francji, w regionie Nowa Akwitania, w departamencie Corrèze.
Według danych na rok 1990 gminę zamieszkiwało 225 osób, a gęstość zaludnienia wynosiła 19 osób/km² (wśród 747 gmin Limousin Branceilles plasuje się na 411. miejscu pod względem liczby ludności, natomiast pod względem powierzchni na miejscu 517.).

## Populacja

Populacja Branceilles w latach 1962–2008